# Lenvik
Gmina Lenvik (norw. Lenvik kommune) – dawna norweska gmina leżąca w regionie Troms. Jej siedzibą jest miasto Finnsnes. Z początkiem roku 2020 gmina została włączona w obszar nowo utworzonej gminy Senja.
Powierzchnia gminy wynosiła 849 km². Populacja w 2019 roku wynosiła 11 679 osób.
Lenvik było 125. norweską gminą pod względem powierzchni.

## Demografia
Według danych z roku 2005 gminę zamieszkiwało 11 035 osób. Gęstość zaludnienia wynosiła 12,32 os./km². Pod względem zaludnienia Lenvik zajmowało 94. miejsce wśród norweskich gmin.
| ludność stan na 1 stycznia 2005 |         |           |        |
|                                 | kobiety | mężczyźni | razem  |
| osób                            | 5577    | 5458      | 11 035 |
| %                               | 50,54%  | 49,46%    | 100%   |

| wykształcenie stan na 1 października 2004 |        |         |        |        |
|                                           | podst. | średnie | wyższe | niezn. |
| osób                                      | 2287   | 4890    | 1283   | 179    |
| %                                         | 26,47% | 56,6%   | 14,85% | 2,07%  |

## Edukacja
Według danych z 1 października 2004:
- liczba szkół podstawowych (norw. grunnskolar): 13
- liczba uczniów szkół podst.: 1587

## Władze gminy
Według danych na rok 2011 administratorem gminy (norw. rådmann) była Margrethe J. Hagerupsen, natomiast burmistrzem (norw. ordfører, d. borgermester) był Martin Ness.